# Јово
Јово је српско име, сродно Јовану. Значајни људи по имену Јово су:
- Јово Бакић (рођен 1970), српски социолог, ванредни професор Универзитета у Београду
- Јово Бећир (1870–1942), црногорски бригадни генерал и пуковник Војске Краљевине Југославије
- Јово Станисављевић Чаруга (1897–1925), српски одметник у Славонији почетком 20.
- Јово Иванишевић (1861–1889), црногорски композитор
- Јово Капичић (1919–2013), југословенски генерал и послератни комунистички политичар
- Јово Куртовић (1718–1809), српски бродарски магнат који је живео и радио у Трсту
- Јово Рашковић (1929–1992), српски психијатар, академик и политичар
- Јово Станојевић „Јово“ Станојевић (рођен 1977), бивши српски професионални кошаркаш